# Collisione aerea di Ascoli
La collisione aerea di Ascoli è un incidente aereo verificatosi durante un'esercitazione operativa il 19 agosto 2014 sull'Appennino marchigiano, a poca distanza da Ascoli Piceno.
Lo scontro ha coinvolto due cacciabombardieri Panavia Tornado del 6º Stormo dell'Aeronautica Militare e ha causato la morte di entrambi gli equipaggi. È la prima collisione in volo mai registrata tra due velivoli di questo tipo in Italia.
Le indagini sulle cause dell'incidente sono state affidate alla Procura di Ascoli Piceno e alla Procura Militare di Verona.
Dalle perizie tecniche sono state evidenziate carenze di pianificazione e organizzative per le quali sono state formulate ipotesi di reato; sebbene dopo due anni di indagini fosse stata richiesta l'archiviazione del caso, i supplementi d'indagine richiesti dai familiari delle vittime hanno portato all'iscrizione nel registro degli indagati di due ufficiali responsabili della pianificazione dell'esercitazione.

## La missione
I due velivoli, entrambi Tornado IDS appartenenti al 154º Gruppo CBOC (Cacciabombardieri Ognitempo Convenzionali) Diavoli Rossi, erano decollati dall'aeroporto di Ghedi in provincia di Brescia alle 15:22 e alle 15:27 per due missioni separate di bombardamento in volo BBQ (Bassa e Bassissima Quota).
Durante l'estate 2014, lo Stormo aveva anche il compito di preparare gli equipaggi degli IDS alla Steadfast Noon / Strikeval 2014, una certificazione annuale in ambito NATO mirata al coordinamento delle diverse forze dell'alleanza durante il dispiegamento di ordigni nucleari, la quale era prevista per il mese di ottobre.
Scopo dell'esercitazione, che primariamente mirava alla combat readiness di piloti e navigatori, era quello di colpire due obiettivi a terra separati l'uno dall'altro da circa 28 miglia nautiche (52 km) di distanza in direttrice nord-sud sull'Appennino centrale tra Marche e Abruzzo (alla periferia di Sarnano per Freccia 11 e a ovest della zona industriale di Teramo per Freccia 21), simulando una penetrazione tattica in territorio nemico e lo sgancio di armi nucleari.
I velivoli erano stati coinvolti nell'aggiornamento di metà servizio (MLU, Mid-Life Update) e già da qualche anno erano operativi con una quantità di apparati per la sicurezza e la navigazione di ultima generazione, tra cui un trasmettitore di posizione d'emergenza (ELT, Emergency Location Trasmitter) e un sistema multiplo di distribuzione delle informazioni (MIDS, Multi-Information Distribution System) che di fatto rendeva gli strumenti del velivolo interconnessi con il comando di terra tramite data-link. Uno dei due velivoli (MM7087) era stato il primo a essere consegnato allo Stormo con tali capacità operative, da parte di Alenia Aermacchi, poco meno di quattro anni prima.
L'area scelta per l'esercitazione, definita Area Tattica Marche Sud, prevede durante il giorno una quota minima di 500 piedi (150 m) sopra il livello del suolo, con specifiche restrizioni di velocità, orario, direzione di approccio e comportamento in volo. I velivoli, come d'altronde previsto per tale tipo di missione, non trasportavano alcun tipo di carico bellico offensivo, né da lancio, né di caduta; in tali casi è infatti previsto solo l'equipaggiamento difensivo, costituito da chaff e flares.

## L'incidente
Il contatto tra i due velivoli è avvenuto attorno alle 16:30 a un'altitudine di circa 1 000 piedi (300 m), su una zona collinare boschiva priva di abitazioni tra le località Casamurana, Tronzano e Poggio Anzù di Venarotta, causando l'esplosione del carburante e la disintegrazione degli apparecchi.
I soccorsi, costituiti da personale di Aeronautica, Vigili del Fuoco e Corpo Forestale, Carabinieri, Polizia, C.N.S.A.S. per un totale di più di 200 persone, hanno messo in breve tempo la zona in sicurezza e hanno provveduto a transennare la zona per consentire il recupero dei corpi, compito affidato principalmente a squadre del Soccorso alpino provenienti da sei regioni.
Oltre ai quattro aviatori, che non ebbero il tempo di azionare il seggiolino eiettabile, non sono state registrate vittime a terra.
Il corpo di Mariangela Valentini, uno dei due piloti, fu rinvenuto sotto una porzione della carlinga del proprio velivolo. Esso fu l'ultimo a essere recuperato dei quattro coinvolti, in quanto ancora materialmente legato al proprio seggiolino eiettabile armato, e per di più si trovava in un canalone scosceso; pertanto, fu necessario attendere una squadra di artificieri del 17º Stormo incursori di Furbara affinché fosse possibile disinnescare il meccanismo di eiezione, portare i resti a valle e ricomporne la salma all'obitorio di Ascoli.

## Gli equipaggi
I quattro aviatori coinvolti nell'incidente erano ufficiali di esperienza, da anni in servizio operativo e con incarichi di comando.
Poiché deceduti per cause di servizio, è stato loro tributato l'avanzamento di grado a maggiore.

### Freccia 21
Il primo velivolo decollato (callsign: Freccia 21) aveva ai comandi il capitano pilota Mariangela Valentini (Borgomanero, 14 settembre 1982) e il capitano navigatore Piero Paolo Franzese (Benevento, 22 marzo 1979).
Valentini aveva frequentato il corso normale Borea V dell'Accademia Aeronautica (dove per qualche tempo aveva avuto modo di lavorare come Ufficiale Addetto al Comando 1º Corso Normale nel 2012), era pilota militare dal 2006 e volava sul Tornado dal 2009. Era stata schierata a Herat nell'ambito delle operazioni ISAF in Afghanistan e aveva preso parte all'intervento militare internazionale in Libia del 2011. Nel quadro del 6º Stormo, era stata comandante della 395ª e della 396ª Squadriglia.
Valentini è stata la prima donna delle Forze Armate italiane a perdere la vita in servizio.
Franzese era ex-allievo della Scuola militare "Nunziatella" di Napoli ed era in Aeronautica da 16 anni. Entrato in Accademia col corso normale Zodiaco IV, si era laureato in Scienze politiche. Brevettatosi navigatore militare nel 2005 presso la Naval Air Station di Pensacola (Florida), operava dall'anno successivo sui Tornado e aveva avuto una lunga serie di incarichi di comando nell'ambito del Reparto, tra cui quello del Nucleo Voli e Statistica, della Sezione Pianificazione, Navigazione e Radar-predizione, nonché della 395ª Squadriglia. Come la Valentini, nel 2011 era stato rischierato a Trapani-Birgi nel quadro dell'operazione Unified Protector, in qualità di navigatore squadriglia volo. Era sposato e aveva un figlio.

### Freccia 11
Il secondo velivolo decollato (callsign: Freccia 11) aveva ai comandi il capitano pilota Alessandro Dotto (Ivrea, 28 giugno 1983) e il capitano navigatore Giuseppe Palminteri (Palermo, 5 febbraio 1978).
Dotto, proveniente dal corso normale Drago V dell'Accademia, era pilota militare dal 2008 e aveva completato la transizione sul Tornado nel 2011. Era stato promosso a capitano meno di due anni prima dell'incidente. Da quanto emerso nel corso delle prime indagini, Dotto avrebbe dovuto essere a terra, quel giorno; infatti, stava sostituendo un altro pilota, che aveva rinunciato a decollare perché indisposto.
Palminteri, entrato in Aeronautica lo stesso anno di Franzese e suo collega di corso, era anch'egli laureato in Scienze politiche e si era brevettato navigatore militare nel 2005. Aveva prestato servizio nel contingente ISAF in Afghanistan, da maggio a ottobre 2011, e in Libia, nel quadro dell'operazione Unified Protector. 
Ricopriva il grado di capitano dal 2008 e, nell'ottica di un avanzamento al ruolo degli ufficiali superiori, aveva frequentato nel 2013 il 79º Corso Normale presso l'Istituto di scienze militari aeronautiche.

## L'inchiesta

### Le indagini preliminari (agosto 2014 - marzo 2016)
La Procura di Ascoli Piceno avviò nei giorni immediatamente successivi all'incidente un'inchiesta tecnica in collaborazione col Ministero della difesa con l'obiettivo di stabilire le esatte cause della tragedia.
Nel luglio 2015 gli ufficiali comandanti Mario Pica e Giuliano Currado, incaricati dalla Procura di effettuare la perizia, consegnarono un dossier alla Procura stessa, partendo da tutti i dati disponibili provenienti dalle scatole nere (Flight Data Recorder) che hanno registrato i dati di volo dei due Tornado, dai tracciati radar militari e civili, nonché dall'unico CVR (Cockpit Voice Recorder) recuperato dal luogo dello schianto, contenente le registrazioni audio-video di una delle due cabine di pilotaggio.
Dal dossier emerse che durante il volo non ci sarebbero state comunicazioni con gli equipaggi, pertanto che i due piloti non sarebbero stati a conoscenza della loro reciproca posizione.
Non escludendo problemi di natura tecnica sulla strumentazione di bordo, i periti conclusero che Valentini e Dotto avrebbero volato a vista e senza un'adeguata assistenza da terra, evidenziando pertanto gravi "carenze organizzative", per le quali gli ufficiali periti segnalarono al pubblico ministero cinque possibili responsabili tra gli ufficiali incaricati alla pianificazione e al controllo della missione da iscrivere nel registro degli indagati per i reati di disastro e omicidio colposo.

### Le conclusioni della Procura (aprile - settembre 2016)
Nel maggio 2016 gli organi tecnici incaricati dal procuratore Michele Renzo di ricostruire i fatti trassero le loro conclusioni sulla base delle carte processuali fino a quel momento disponibili. Per prima cosa, era ormai chiaro che, nonostante il piano di volo prevedesse il decollo di Freccia 11 dalla base di Ghedi prima di quello di Freccia 21 con due minuti di scarto, in realtà l'ordine di decollo dei velivoli fu invertito, e Freccia 21 precedette 11 di sei minuti.
In particolare, in conseguenza del ritardo nel decollo, gli equipaggi adottarono tutte le misure ritenute più idonee a recuperare il tempo perduto e a colpire i loro obbiettivi all'inizio della TOTW (Time on Target Window, la finestra temporale entro la quale l'obbiettivo dev'essere colpito), ossia alle 14:01 del 19 agosto.
Freccia 21 riuscì nell'intento, ed è stato ritenuto probabile che avesse supposto il conseguimento dello stesso risultato da parte di Freccia 11; tuttavia, Dotto e Palminteri avevano ritenuto di spostare di qualche minuto il momento dell’attacco, e con ogni probabilità avevano a loro volta supposto lo stesso per il primo aereo.
Al termine della propria missione, dunque, il Tornado pilotato da Valentini si sarebbe abbassato da 6000 ft a 1000 ft per motivi di sicurezza; tuttavia, si trattava della quota alla quale Freccia 11 si preparava ad aggredire il suo punto d'attacco.
A riprova di questa supposizione la Procura portò il colloquio registrato nel CVR di Freccia 11, in cui l’equipaggio, dopo aver percepito una comunicazione radio della Valentini con la quale si collegava con il ACC di Padova, si chiedeva perché Freccia 21 non avesse deciso di portare avanti l’attacco sotto il controllo dell'ACC di Brindisi.
Da un lato, si ipotizzò la sostanziale inconsapevolezza, da parte di entrambi gli equipaggi, di un incrocio di rotte previsto nei minuti critici della fase finale dello sgancio simulato (e pertanto di massima concentrazione e carico di lavoro di piloti e navigatori), fatto che evidenzierebbe fatali inadeguatezze nella pianificazione e nel briefing.
Dall'altro, i periti militari specificarono che non era possibile escludere "ulteriori elementi specifici e multifattoriali", sufficienti a disorientare entrambi gli equipaggi tanto da costringerli a un volo a vista.
Secondo le carte del magistrato, Dotto e Palminteri ignoravano che Valentini e Franzese avessero in realtà già completato l’attacco ed erano in piena fase di recovery, evidentemente perché attribuivano all’altro equipaggio la stessa tolleranza temporale verso il risultato del primo minuto della TOTW. "In sostanza,", concluse il Procuratore, "i due equipaggi erano nella condizione di credere che vi fosse tra di loro quantomeno una separazione geografica orizzontale, poiché i loro rispettivi obiettivi erano separati di 28 miglia aeronautiche su quel piano.”

### L'archiviazione, le polemiche, la riapertura delle indagini (settembre - novembre 2016)
Nel mese di settembre 2016 lo stesso pubblico ministero inoltrò al gip Giuliana Filippello una relazione di 18 pagine in cui chiedeva l'archiviazione del caso, indicando che non vi erano elementi sufficienti a sostenere l'accusa in giudizio né contro i cinque ufficiali indicati nella consulenza tecnica, né contro altri soggetti.
In particolare, nella medesima relazione il pm ebbe modo di spiegare che la discesa di Freccia 21 era legittima e coerente con le condizioni operative, oltre che opportuna per le difficoltà di contatto con il centro di controllo radio e per escludere possibilità di intralcio ad altri voli.
I familiari delle vittime chiesero e ottennero dal magistrato che l'archiviazione venisse rigettata, sulla scorta di dubbi emersi durante le indagini e ancora persistenti. In particolare, il mancato funzionamento dell'apparato MIDS/Tacan che avrebbe costretto Freccia 21 a diminuire la propria quota e pertanto a scontrarsi con Freccia 11, venne ritenuto un particolare da approfondire con cura, dal momento che avrebbe smesso di funzionare poco dopo il decollo.
Pur non compromettendo la missione, come sostenuto dai periti del Procuratore, l'avaria si sarebbe aggiunta all'insufficiente supporto fornito da terra, a comporre una situazione di "estremo pericolo".
I supplementi d'indagine hanno portato alla fine del mese di dicembre del 2018 all'iscrizione nel registro degli indagati del maggiore Bruno di Tora, all'epoca ufficiale comandante del 154º Gruppo, e del maggiore Fabio Saccottelli, responsabile della pianificazione dell'esercitazione sull'area target.
Il procedimento penale è stato aggiornato a Dicembre 2022.
il processo si è concluso definitivamente ad inizio 2025 con assoluzione piena di entrambe gli ufficiali.